# Sargus

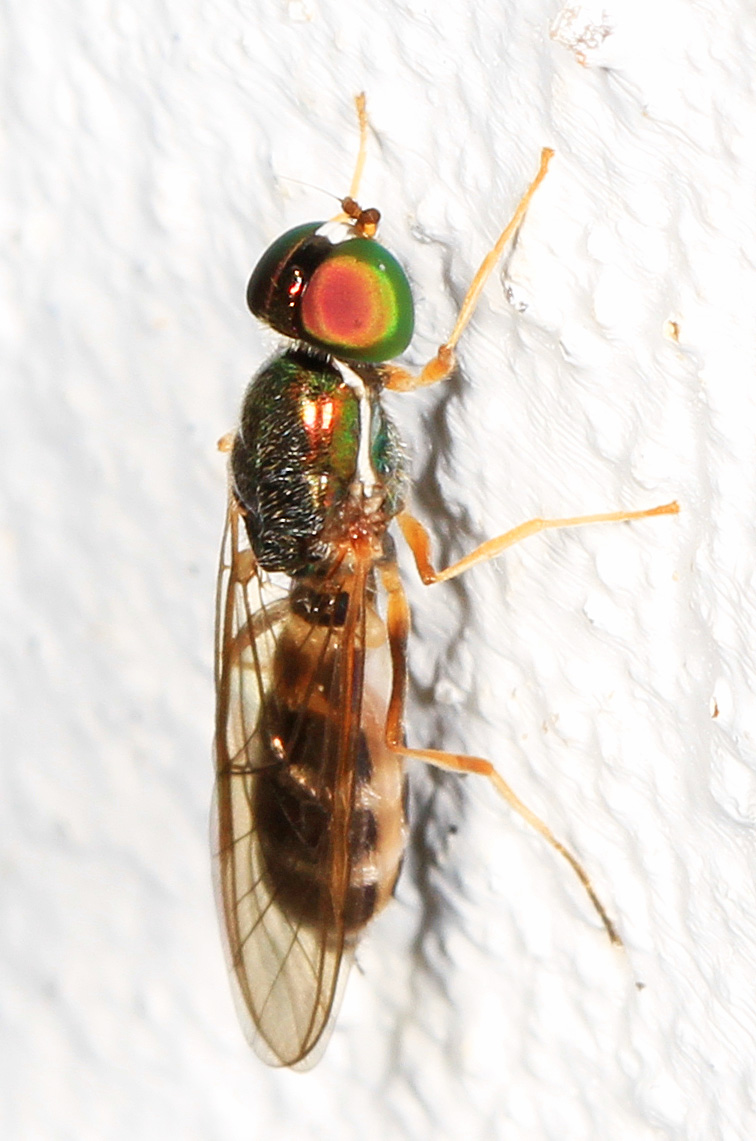
Sargus fasciatus

Sargus Fabricius, 1798 é um gênero de insetos dípteros conhecidos como moscas-soldados (Brachycera: Stratiomyidae).
As espécies do gênero Sargus incluem Sargus cuprarius (Linnaeus, 1758).

## Lista de espécies
- Sargus albibarbus Loew, 1855[3]
- Sargus albopilosus Meijere, 1906
- Sargus alchidas Walker, 1849[4]
- Sargus analis (Williston, 1888)[5]
- Sargus atrobasis (James, 1941)
- Sargus aureopilosus McFadden, 1982[6]
- Sargus aurora (Lindner, 1935)[7]
- Sargus baculventerus Yang & Chen, 1993
- Sargus bagosas Walker, 1849[4]
- Sargus beppui Nagatomi, 1990
- Sargus bipunctatus (Scopoli, 1763)[8]
- Sargus brasiliensis Wiedemann, 1830[9]
- Sargus brevis Yang, Zhang & Li, 2014[10]
- Sargus caeruleapex McFadden, 1982
- Sargus chrysis Loew, 1855[3]
- Sargus circumcinctus (James, 1941)
- Sargus cirrhosus McFadden, 1982
- Sargus citrinellus (Lindner, 1949)[11]
- Sargus clavatus Walker, 1854[12]
- Sargus claviventris Rondani, 1850[13]
- Sargus concisus Walker, 1861[14]
- Sargus congoense (Lindner, 1965)
- Sargus contractus Walker, 1854[12]
- Sargus cuprarius (Linnaeus, 1758)[2]
- Sargus cyaneus (Brunetti, 1912)[15]
- Sargus darius Hardy, 1932
- Sargus decorus Say, 1824[16]
- Sargus elegans Loew, 1866[17]
- Sargus elongatulus McFadden, 1982[6]
- Sargus evansi McFadden, 1982[6]
- Sargus fasciatus Fabricius, 1805[18]
- Sargus festivus Jaennicke, 1867[19]
- Sargus flavilatus James, 1973
- Sargus flavipes (Lindner, 1966)[20]
- Sargus flavipes Meigen, 1822[21]
- Sargus flavopilosus (Bigot, 1879)[22]
- Sargus gemmifer Walker, 1849[4]
- Sargus goliath (Curran, 1927)
- Sargus grandis (Ôuchi, 1938)[23]
- Sargus gselli Hill, 1919[24]
- Sargus huangshanensis Yang, Yu & Yang, 2012
- Sargus illuminata (Lindner, 1949)[11]
- Sargus inactus Walker, 1859[25]
- Sargus inficitus Walker, 1861[14]
- Sargus iridatus (Scopoli, 1763)[8]
- Sargus isthmi James, 1982
- Sargus jaennickei Woodley, 2001[26]
- Sargus jamesi (Lindner, 1966)[20]
- Sargus jucundus Walker, 1850[27]
- Sargus laetus Wulp, 1885[28]
- Sargus lateralis Macquart, 1834[29]
- Sargus lateropictus James, 1982
- Sargus latifrons Yang, Zhang & Li, 2014[10]
- Sargus latipennis (Brunetti, 1923)[30]
- Sargus latus Bellardi, 1859[31]
- Sargus lii Chen, Liang & Yang, 2010[32]
- Sargus limbatus Macquart, 1838[33]
- Sargus linearis Walker, 1854[12]
- Sargus lucidus (Lindner, 1949)[11]
- Sargus luctuosus (Lindner, 1938)[34]
- Sargus macquartii Perty, 1833[35]
- Sargus mactans Walker, 1859[25]
- Sargus maculatus (Lindner, 1936)[36]
- Sargus mandarinus Schiner, 1868[37]
- Sargus melleus Rondani, 1848[38]
- Sargus meracus Nagatomi, 1975[39]
- Sargus meridionalis White, 1916
- Sargus metallinus Fabricius, 1805[18]
- Sargus molliculus (Nagatomi, 1975)[39]
- Sargus multicolor (Lindner, 1949)[11]
- Sargus nigricoxa Yang, Zhang & Li, 2014[10]
- Sargus nigrifacies Yang, Zhang & Li, 2014[10]
- Sargus nigripes (Lindner, 1955)
- Sargus niphonensis Bigot, 1879[22]
- Sargus opulentum (Grünberg, 1915)[40]
- Sargus opulentus Walker, 1854[12]
- Sargus pallidiventris (Brunetti, 1926)
- Sargus parastenus James, 1982
- Sargus pavo (Lindner, 1965)
- Sargus persimilis McFadden, 1982
- Sargus petersoni McFadden, 1982
- Sargus pleuriticus Loew, 1866[17]
- Sargus polychromus James, 1982
- Sargus pseudoptecticus James, 1982
- Sargus ptecticoides (Lindner, 1935)
- Sargus ptecticoideum (Lindner, 1966)[20]
- Sargus pubescens Wulp, 1885[28]
- Sargus punctatus McFadden, 1982
- Sargus purpuratus Lindner, 1972[41]
- Sargus purpureus (Walker, 1860)[42]
- Sargus rufibasis (Bigot, 1879)[22]
- Sargus ruficornis Macquart, 1846[43]
- Sargus rufifrons (Pleske, 1926)
- Sargus rufipes Wahlberg, 1854[44]
- Sargus rufitarsis (Macquart, 1846)[43]
- Sargus schaeuffelei Lindner, 1972[41]
- Sargus seychellensis Kertész, 1972
- Sargus sichuanensis Yang, Zhang & Li, 2014[10]
- Sargus speciosus Macquart, 1846[43]
- Sargus splendidus Brunetti, 1925[45]
- Sargus stenus James, 1982
- Sargus stuckenbergi (Lindner, 1961)[46]
- Sargus tenuis (Lindner, 1938)[34]
- Sargus tenuiventris (Bigot, 1879)[22]
- Sargus thoracicus Macquart, 1834[29]
- Sargus transversus McFadden, 1982[6]
- Sargus tricolor Yang, Zhang & Li, 2014[10]
- Sargus tuberculatus Loew, 1855[3]
- Sargus vandykei James, 1941
- Sargus vetus Cockerell, 1921
- Sargus viridiceps Macquart, 1855[47]
- Sargus viridis Say, 1823[48]
- Sargus viridistima (Brunetti, 1926)
- Sargus yerbabuena Woodley, 2001[26]